# Geotrypetes angeli
Geotrypetes angeli är en groddjursart som beskrevs av Parker 1936. Geotrypetes angeli ingår i släktet Geotrypetes och familjen Caeciliidae. IUCN kategoriserar arten globalt som otillräckligt studerad. Inga underarter finns listade i Catalogue of Life.